# Zisterzienserinnenkloster San Miguel de las Dueñas

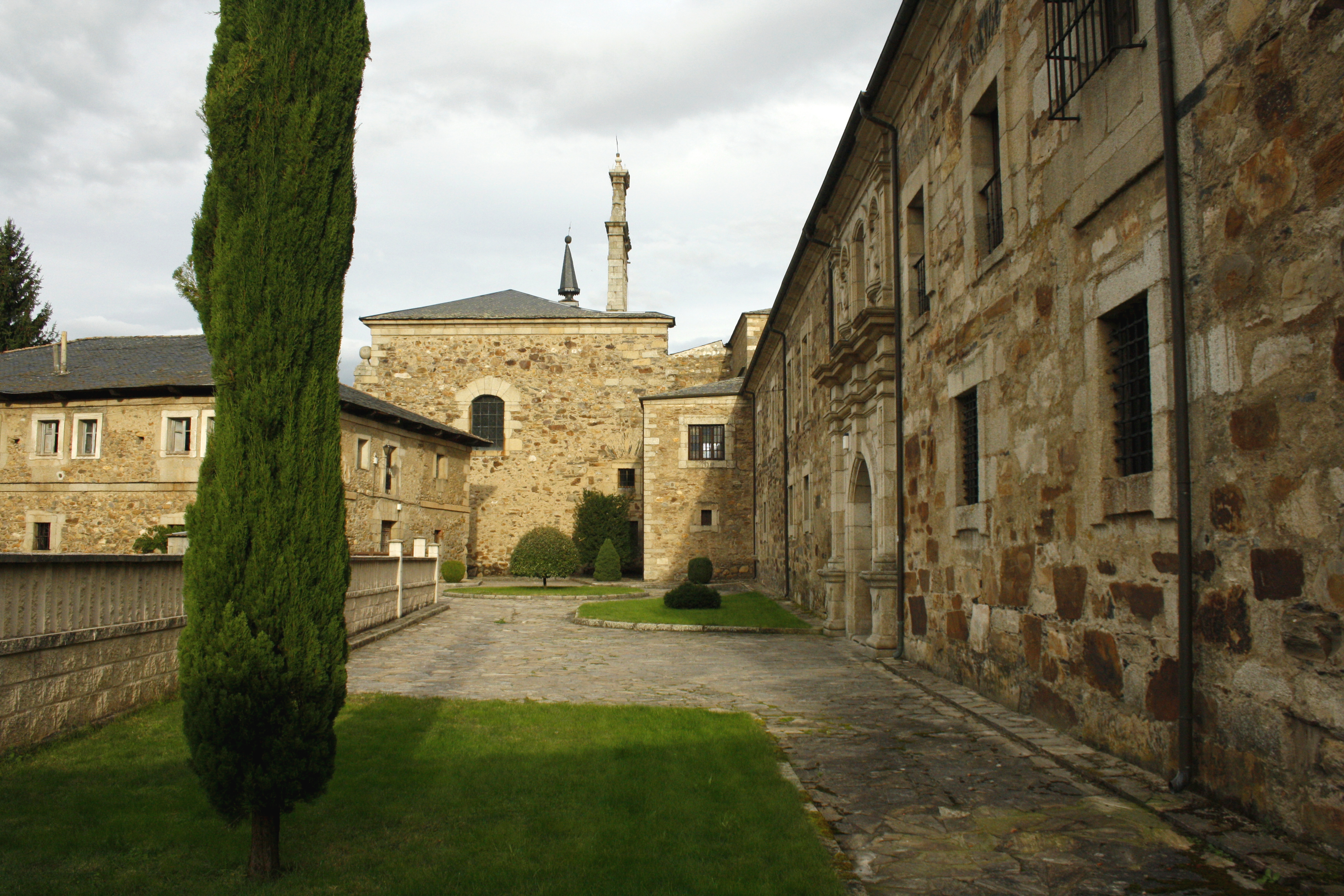
Zisterzienserinnenkloster San Miguel de las Dueñas

Das Zisterzienserinnenkloster San Miguel de las Dueñas ist seit 1203 ein Kloster der Zisterzienserinnen in Congosto, Comarca El Bierzo, Bistum Astorga, in Kastilien und León.

## Geschichte
10 Kilometer nordöstlich Ponferrada gab es seit ca. 980 im heutigen Ortsteil Almázcara der Gemeinde Congosto das Benediktinerkloster San Miguel de Almázcara. Nach dessen Verfall wurde 1152 eine Renovierung als Nonnenkloster gestiftet, das dem Kloster Carracedo unterstand, mit diesem zusammen 1203 zisterziensisch wurde und fortan den Namen San Miguel de las Dueñas („Damenstift Sankt Michael“) trug. Von 1505 bis 1525 war der Konvent in das benachbarte Kloster San Guillermo de Villabuena (Peugniez 821) in Cacabelos eingegliedert. Da dieses Kloster durch Hochwasser zerstört wurde, besiedelten die Nonnen San Miguel erneut, was seither Bestand hat. Der einzige romanische Überrest ist das Klosterportal. Die seit 1992 unter Denkmalschutz stehende Kirche (aus dem 17. Jahrhundert) wurde 1998 restauriert. Das Kloster unterhält ein Museum für klösterliche Kunstgegenstände. Der Konvent, der zur Zisterzienserinnenkongregation San Bernardo (C.C.S.B.) gehört, nahm fünf Nonnen des 2000 geschlossenen Klosters Convento de las Bernardas (Alcalá de Henares) (Peugniez 845) auf.